# 616690 Liaoxi
616690 Liaoxi è un asteroide della fascia principale. Scoperto nel 2016, presenta un'orbita caratterizzata da un semiasse maggiore pari a 2,878638 UA e da un'eccentricità di 0,108478, inclinata di 5,764708° rispetto all'eclittica.